# ویلیام بوید
ویلیام بوید (انگلیسی: William Boyd؛ زادهٔ ۷ مارس ۱۹۵۲) فیلم‌نامه‌نویس، کارگردان فیلم، رمان‌نویس و نویسنده اهل بریتانیا است.
از فیلم‌ها یا برنامه‌های تلویزیونی که وی در آن نقش داشته‌است، می‌توان به بزرگ‌ترین نمایش روی زمین اشاره کرد.
وی همچنین برندهٔ جوایزی همچون جایزه یادبود جیمز تیت بلاک شده‌است.